# Кумье-ле-Сек
Кумье́-ле-Сек (фр. Coulmier-le-Sec) — коммуна во Франции, находится в регионе Бургундия. Департамент коммуны — Кот-д’Ор. Входит в состав кантона Шатийон-сюр-Сен. Округ коммуны — Монбар.
Код INSEE коммуны — 21201.

## Население
Население коммуны на 2010 год составляло 271 человек.
| 1962 | 1968 | 1975 | 1982 | 1990 | 1999 | 2010 |
| ---- | ---- | ---- | ---- | ---- | ---- | ---- |
| 356  | 336  | 307  | 304  | 286  | 254  | 271  |

## Экономика
В 2010 году среди 162 человек трудоспособного возраста (15—64 лет) 126 были экономически активными, 36 — неактивными (показатель активности — 77,8 %, в 1999 году было 76,3 %). Из 126 активных жителей работали 118 человек (61 мужчина и 57 женщин), безработных было 8 (4 мужчины и 4 женщины). Среди 36 неактивных 9 человек были учениками или студентами, 14 — пенсионерами, 13 были неактивными по другим причинам.